# Лінкольн-Сентер (Канзас)
Лінкольн-Сентер (англ. Lincoln Center) — місто (англ. city) в США, в окрузі Лінкольн штату Канзас. Населення — 1171 особа (2020).

## Географія
Лінкольн-Сентер розташований за координатами 39°2′35″ пн. ш. 98°8′48″ зх. д. / 39.04306° пн. ш. 98.14667° зх. д. (39.043083, -98.146664).  За даними Бюро перепису населення США в 2010 році місто мало площу 3,20 км², уся площа — суходіл.

### Клімат
| Клімат : Лінкольн-Сентер                               | Клімат : Лінкольн-Сентер | Клімат : Лінкольн-Сентер | Клімат : Лінкольн-Сентер | Клімат : Лінкольн-Сентер | Клімат : Лінкольн-Сентер | Клімат : Лінкольн-Сентер | Клімат : Лінкольн-Сентер | Клімат : Лінкольн-Сентер | Клімат : Лінкольн-Сентер | Клімат : Лінкольн-Сентер | Клімат : Лінкольн-Сентер | Клімат : Лінкольн-Сентер | Клімат : Лінкольн-Сентер |
| Показник                                               | Січ.                     | Лют.                     | Бер.                     | Квіт.                    | Трав.                    | Черв.                    | Лип.                     | Серп.                    | Вер.                     | Жовт.                    | Лист.                    | Груд.                    | Рік                      |
| Абсолютний максимум, °C                                | 27,2                     | 30,6                     | 35,0                     | 40,0                     | 42,2                     | 45,6                     | 45,6                     | 45,6                     | 47,2                     | 39,4                     | 31,1                     | 27,2                     | 47,2                     |
| Середній максимум, °C                                  | 3,9                      | 8,3                      | 13,3                     | 19,4                     | 24,4                     | 31,1                     | 35,0                     | 33,3                     | 28,3                     | 21,7                     | 12,2                     | 6,1                      | 19,8                     |
| Середня температура, °C                                | −2,2                     | 1,1                      | 6,7                      | 12,2                     | 17,8                     | 23,9                     | 27,2                     | 25,6                     | 20,6                     | 13,9                     | 5,6                      | −0,6                     | 12,7                     |
| Середній мінімум, °C                                   | −10,6                    | −7,8                     | −2,2                     | 3,3                      | 10,0                     | 15,6                     | 18,9                     | 17,8                     | 12,2                     | 4,4                      | −2,8                     | −8,3                     | 4,3                      |
| Абсолютний мінімум, °C                                 | −32,2                    | −31,1                    | −28,3                    | −11,7                    | −3,9                     | 1,7                      | 6,7                      | 6,7                      | −3,3                     | −12,2                    | −21,7                    | −32,8                    | −32,8                    |
| Норма опадів, мм                                       | 19                       | 22                       | 62                       | 61                       | 121                      | 82                       | 103                      | 94                       | 61                       | 51                       | 41                       | 22                       | 739                      |
| ------------------------------------------------------ | ------------------------ | ------------------------ | ------------------------ | ------------------------ | ------------------------ | ------------------------ | ------------------------ | ------------------------ | ------------------------ | ------------------------ | ------------------------ | ------------------------ | ------------------------ |
| Джерело: The Weather Channel; National Weather Service |                          |                          |                          |                          |                          |                          |                          |                          |                          |                          |                          |                          |                          |

## Демографія
Згідно з переписом 2010 року, у місті мешкало 1297 осіб у 576 домогосподарствах у складі 324 родин. Густота населення становила 405 осіб/км².  Було 734 помешкання (229/км²).
Расовий склад населення:
| - 96,6 % — білих - 1,1 % — корінних американців - 0,3 % — чорних або афроамериканців - 0,1 % — азіатів |

До двох чи більше рас належало 1,2 %. Частка іспаномовних становила 2,8 % від усіх жителів.
За віковим діапазоном населення розподілялося таким чином: 25,1 % — особи молодші 18 років, 50,2 % — особи у віці 18—64 років, 24,7 % — особи у віці 65 років та старші. Медіана віку мешканця становила 44,9 року. На 100 осіб жіночої статі у місті припадало 87,4 чоловіків;  на 100 жінок у віці від 18 років та старших — 80,7 чоловіків також старших 18 років.
Середній дохід на одне домашнє господарство  становив 45 726 доларів США (медіана — 40 650), а середній дохід на одну сім'ю — 59 157 доларів (медіана — 55 288). Медіана доходів становила 36 771 долар для чоловіків та 32 734 долари для жінок. За межею бідності перебувало 13,1 % осіб, у тому числі 15,0 % дітей у віці до 18 років та 13,0 % осіб у віці 65 років та старших.
Цивільне працевлаштоване населення становило 599 осіб. Основні галузі зайнятості: освіта, охорона здоров'я та соціальна допомога — 30,6 %, роздрібна торгівля — 14,7 %, виробництво — 9,5 %, будівництво — 9,5 %.